# Gryssjömyran
Gryssjömyran är ett naturreservat i Ljusdals kommun i Gävleborgs län.
Området är naturskyddat sedan 2009 och är 224 hektar stort. Reservatet består av myrar med skogsholmar av tall. Gryssjöån rinner genom området som även består av små tjärnar. 